# Zucielec
Zucielec – wieś w Polsce położona w województwie podlaskim, w powiecie monieckim, w gminie Trzcianne.
Wieś Zucielec położona jest w regionie Niziny Północnopodlaskiej, mezoregionie Wysoczyzny Białostockiej na jej północno-zachodniej krawędzi.
Wieś graniczy z gruntami czterech wsi położonych w gminie Trzcianne: od północy z Pisankami, od wschodu z Niewiarowem, od południa z Korczakiem, od zachodu z Trzciannem.
Użytki rolne wsi znajdują się na obszarze lekko falistym. Średnie wysokości nad poziomem morza wahają się w granicach od 120 m n.p.m. we wschodniej części wsi do 155 m n.p.m. w zachodniej.
Na rzeźbę tego obszaru miało wpływ zlodowacenie środkowopolskie, które wystąpiło w plejstocenie około 200-130 tysięcy lat temu. Pozostałością po tym okresie są m.in. głazy narzutowe.
W latach 1975–1998 miejscowość administracyjnie należała do województwa łomżyńskiego.
Wierni kościoła rzymskokatolickiego należą do parafii św. Apostołów Piotra i Pawła w Trzciannem.